# Gaspra (Crimea)
Gaspra (in russo Гаспра?), denominata ufficialmente Haspra (in ucraino Гаспра?, Haspra) dal 1954 al 2014, è una località parte del comune di Jalta in Crimea, nota stazione balneare sul mar Nero. Nel 2013 aveva circa 11 000 abitanti, quasi tutti russofoni.

## Geografia
Gaspra è situata sul litorale meridionale della penisola di Crimea, a 9 km a sud-ovest di Jalta.

## Storia
Gaspra è stata frequentata da Aleksandr Puškin, Maksim Gor'kij e Lev Tolstoj quando era ancora un piccolo villaggio abitato da Tatari di Crimea, con qualche bella villa costruita dall'aristocrazia russa.
Nei dintorni, si trova il famoso castello neo-gotico Nido di rondine, costruito a picco sul mare in pittoresca posizione.
Dopo la Seconda guerra mondiale le autorità della Repubblica Socialista Federativa Sovietica Russa — la Crimea fu ceduta all'Ucraina solo nel 1954 — decisero di costruire colonie marine per gli operai e i soldati russi.

## Popolazione
Fino alla fine del XIX secolo, Gaspra era un piccolo villaggio di Tatari di Crimea. Al censimento del 1926, erano residenti 534 tatari di Crimea, 91 ucraini, 36 russi e 31 greci del Ponto.

## Siti di interesse turistico
- Rovine della fortezza di Aspra-Isar
- Fortezza romana di Charax (I – III secolo) sul capo Aj-Todor
- Necropoli costruita dagli Sciti della Tauride (VI - I secolo a.C.)
- Castello Nido di rondine costruito nel 1911-1912
- Palazzo del conte Nikolaj Golicyn (1773-1844), poi appartenuto alla contessa Sof'ja Panina, membro del partito cadetto, ove soggiornò Lev Tolstoj nel 1901 e nel 1902. Gli resero visita: Šaljapin, Čechov, Gor'kij, Kuprin, e altri. Il palazzo oggi è chiamato Casa di riposo Jasnaja Poljana.
- Sentiero imperial, o Sentiero solare: itinerario che Nicola II amava percorrere in famiglia dal suo Palazzo di Livadija fino a Gaspra.

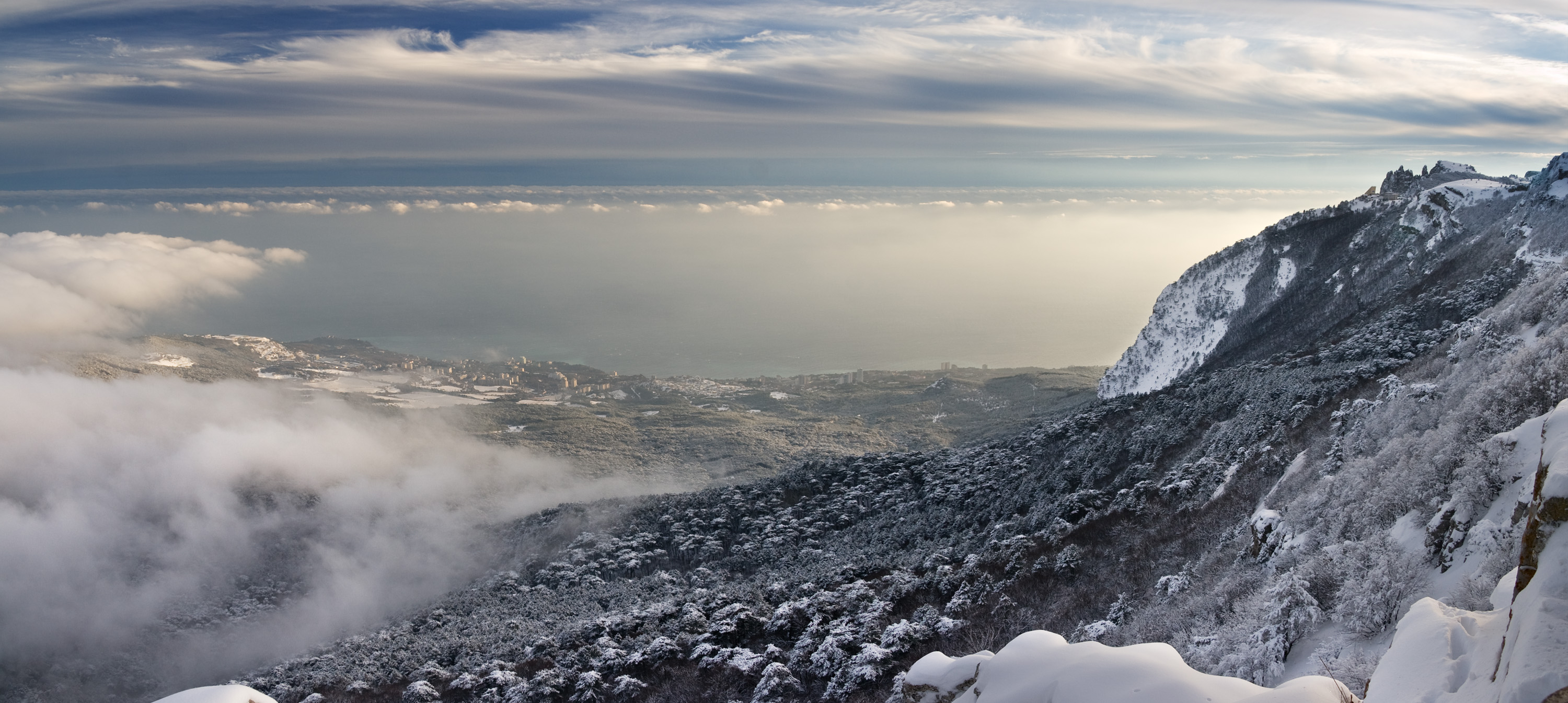
Gaspra dalla cima del monte Ajt-Petri

## Curiosità
L'asteroide 951 Gaspra prende nome da questa località.